# Gimnastyka sportowa na Letnich Igrzyskach Olimpijskich Młodzieży 2010 – skok przez konia dziewcząt
Skok przez konia dziewcząt na I Letnich Igrzyskach Olimpijskich Młodzieży odbył się w dniu 21 sierpnia 2010. Do zawodów przystąpiło 8 zawodniczek, które otrzymały najwyższe noty za skok przez konia w kwalifikacjach wieloboju. Każda zawodniczka oddała dwa skoki. Ocena każdego skoku była sumą oceny trudności skoku (Wynik D) oraz oceny wykonania skoku (Wynik E). Ocena końcowa zawodnika to średnia ocen dwóch skoków konkursowych.

## Finał
| Pozycja | Zawodnik          | Wynik D     | Wynik E     | Kara | Ocena skoków  | łącznie |
|         | Wiktorija Komowa  | 6.500 5.800 | 9.100 9.225 | -    | 15.600 15.025 | 15.312  |
|         | Maria Vargas      | 4.400 5.000 | 9.150 9.050 | -    | 13.550 14.050 | 13.800  |
|         | Carlotta Ferlito  | 5.000 4.400 | 8.900 9.100 | -    | 13.900 13.500 | 13.700  |
| 4       | Natsumi Sasada    | 5.000 4.400 | 8.875 9.050 | -    | 13.875 13.450 | 13.662  |
| 5       | Madeline Gardiner | 5.000 4.700 | 8.600 8.875 | -    | 13.600 13.575 | 13.587  |
| 6       | Harumy Freitas    | 5.000 4.400 | 8.525 8.925 | -    | 13.525 13.325 | 13.425  |
| 7       | Diana Bulimar     | 5.000 4.600 | 8.450 8.775 | -    | 13.450 13.375 | 13.412  |
| 8       | Bianka Mitykó     | 4.400 4.600 | 8.925 8.550 | -    | 13.325 13.150 | 13.237  |